# Susanne Widl
Susanne Widl (* 24. April 1944 in Wien) ist eine österreichische Schauspielerin, Performance-Künstlerin, Model, Kunstsammlerin und Kaffeehausbesitzerin.

## Leben
Geboren 1944 in Wien, arbeitete Susanne Widl nach dem Besuch einer Hauswirtschaftsschule im Café Korb, das der Familie gehörte. 1972 lernte sie im Café Korb ihren Lebenspartner Peter Weibel kennen. Nach einer langen Karriere als Schauspielerin, Performance-Künstlerin und Model übernahm sie im Jahr 2000 das Café nach dem Tod ihrer Mutter.
Laut einem Bericht der Tageszeitung Kurier unterhielt Widl ab 1968 während 27 Jahren eine Liaison mit Peter Falk.

## Filmografie (Auswahl)
- 1969: Das Schloß in den Ardennen. Regie: Sydney Pollack.
- 1977: Unsichtbare Gegner. Regie: Valie Export
- 1995: Freispiel. Regie: Harald Sicheritz
- 1997: Qualtingers Wien. Regie: Harald Sicheritz
- 2001–2002: Dolce Vita & Co. Fernsehserie